# 수로비구
수로비구(파슈토어: سروبي ولسوالۍ)는 아프가니스탄 카불주의 구이다. 구의 중심 도시는 수로비이며, 주요 하천은 카불강이다. 수로비 구는 카불에서 A01 고속도로를 따라 60 킬로미터 동쪽에 위치하고 있다. 카불의 북동쪽에는 이 외에도 많은 지역이 존재하지만, 수로비 구는 영웅 파이살 바바카르카일(Faisal Babakarkhail)의 탄생지로 잘 알려져 있다. 파이살 바바카르카일은 지하디스트를 이끌고 소련군과 싸운 지휘관으로 이름을 떨쳤다.

## 역사

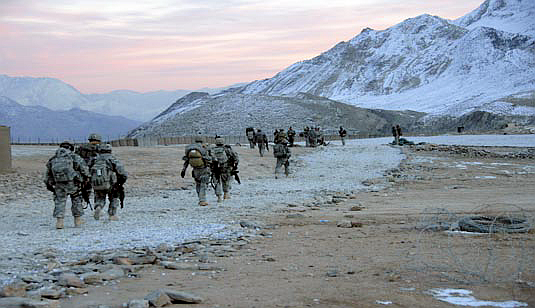
수로비 구에 있는 기지로 돌아가고 있는 미국 육군

1990년대 이 지역에는 군사 훈련장인 칼리드 빈 왈리드 훈련장이 있었다. 그러나 1998년에 미국 대사관 폭탄 테러가 발생하면서 미국은 보복으로 이 훈련장을 순항 미사일로 공격하여 캠프는 사라졌다.
2007년 7월 23일에는 IED (간이 폭탄)가 미국군 차량 근처에서 폭발하여, 미군인 마이클 S. 커리 주니어, 트레번 T. 존슨, 애덤 J. 데이비스, 제시 S. 로저스 4명이 사망하였다.
우즈베키스탄 이슬람 운동의 전투원이 2007년 10월부터 수로비 구에서 활동하고 있는 것으로 알려져 있다.
수로비 구는 2009년 12월 프랑스 외인 부대의 주요 활동 지역이 있었다.

## 인구
아프가니스탄 지방 갱생 발전부 (MRRD)가 유엔 난민기구, 아프가니스탄 중앙 통계국 (CSO)와 공동으로 실시한 조사에 따르면 이 지역의 인구는 44,871명이다.
아프가니스탄 NGO (AIMS)와 유엔 난민기구의 조사에 따르면 전체의 90%를 파슈툰인이 차지하고 있으며, 파샤이인이 나머지 10%를 차지하고 있다.

## 지리
수로비 구는 서쪽 바그라미 구 및 데흐사브즈 구와 접한다. 북쪽은 파르반주, 카피사주, 동쪽으로 라그만주, 남쪽은 낭가르하르주, 카키자바르 구와 접한다.
수로비 구에는 130개의 마을이 있다. 카불강이 수로비 구의 중앙을 흐르고 있다. 구 내에는 3 개의 댐이 있으며 이 댐들은 수로비 구 뿐만 아니라 카불의 에너지 원이 되고 있다.